# Club de Regatas Lima
El Club de Regatas Lima es una asociación civil no lucrativa con sede principal en el distrito de Chorrillos, en la ciudad de Lima, capital del Perú. Fundado el 26 de abril de 1875, tiene por objeto promover y desarrollar, entre sus asociados, actividades culturales y deportivas, principalmente las náuticas y en particular el remo. 
Su disciplinas más destacadas son las regatas y demás deportes náuticos, donde se destaca a nivel mundial. Principalmente en remo, natación, vela y windsurf. Además, compite en las ligas nacionales de voleibol y baloncesto.

## Historia
El Club de Regatas “Lima” 
fue fundado el 26 de abril de 1875, siendo presidente del Perú Manuel Pardo y Lavalle, por iniciativa de José Vicente Oyague y Soyer, quien junto con los hermanos Francisco y Enrique Pérez de Velasco, Domingo García y Francisco Rivero, deciden unirse para formar un nuevo Club de remo en Chorrillos (uno de los distritos de la ciudad de Lima-Perú) y así poder participar en competencias de dicho deporte. Es probable que se le denominara "Lima" al club, porque Oyague y Soyer vivía en la importante calle de Chorrillos llamada "Lima" y porque allí, en casa de Oyague, fue donde se realizaron las primeras reuniones.
Luego de la guerra del Pacífico, el panorama era desolador. La guerra había dejado a Chorrillos en cenizas luego del asedio de las tropas chilenas. El saqueo e incendio del que había sido uno de los balnearios más reconocidos del Pacífico, dejó al Regatas liquidado en 1883. Sin embargo, un año después, José Vicente Oyague y Soyer tomó nuevamente la iniciativa y convocó a antiguos socios que habían sobrevivido a la guerra para que lideraran un nuevo comienzo. Por encargo suyo -debido a que estaba en el extranjero, Francisco Pérez de Velasco logró reunir a dieciocho exsocios, en una junta donde se relató la epopeya de los que murieron en la guerra. El 7 de agosto de 1894, con Oyague y Soyer presente, se aprobó por aclamación la nueva etapa del Club, considerando el hecho no como un renacimiento, sino como una reorganización. El mensaje era claro: para ellos, a pesar de todo, el Regatas "Lima" nunca había muerto.
Se aceptó a 35 nuevos socios sin pagar derecho de inscripción. La primera reunión de esta nueva era tuvo lugar en el Club Nacional. El presidente elegido fue Oyague y Soyer. Los nuevos estatutos se aprobaron el 9 de septiembre de 1894. Ahí se leía "El uniforme del Club, obligatorio para las prácticas, consiste en un gorro celeste (o blanco o sombrero de paja con cinta celeste), camiseta y pantalón de franela blanca y zapatos también blancos; para las competencias la gorra y la camiseta deben ser de seda". Ese mismo año, aún sin contar con un local, se organizaron los Juegos Deportivos Interescolares e Internacionales denominados Juegos Atléticos en una cancha en el barrio de La Legua, que entonces era el único campo deportivo en una destruida Lima. Estos eventos fueron una manera de reunir fondos para construir el local y traer botes de Europa. En 1895, el presidente Nicolás de Piérola, también socio, facilitó la obtención de la licencia que autorizaba que se levantara un local sobre el mar. Un año después, el 19 de abril de 1896 se inaugura y se bendice la emblemática plataforma de madera. Nacía el primer local del Regatas. El club que sobrevivió a la guerra empezaría a expandirse.
Las actividades deportivas del club se ampliaron de las regatas a otros deportes náuticos, y luego a más de 40 disciplinas deportivas, además sus sedes se convirtieron en importantes centros de vida social, cultural y de esparcimiento para sus socios.
La más que centenaria historia del Club de Regatas Lima, su gran número de asociados y las completas prestaciones que ofrece, lo han dotado de un importante prestigio dentro y fuera del Perú.
Si bien el club inició sus actividades en las casas de sus 5 primeros miembros, para luego pasar a un salón alquilado del que fue el "Hotel Terry" en Chorrillos, en la actualidad (al 31 de marzo de 2009) el Club de Regatas Lima cuenta un área total que alcanza los 2'754.285 metros cuadrados, repartidos en 5 sedes de ciudad, playa y campo; sus socios suman 5.096 personas y sus familiares son 30.987 lo cual hace del Regatas el club numéricamente más importante de Sudamérica.

## Instalaciones
En el Perú, el Club Regatas Lima tiene la mayor infraestructura para deportes náuticos y una de las mejores y más grandes para deportes en general. Cuenta con 6 propiedades inmuebles en 4 provincias:
- Lima (Chorrillos)

Sede principal: Regatas;
- Lima (Lurigancho-Chosica)

Sede: La Cantuta;
- Callao (La Punta)

Sede: La Punta;
- Cañete (San Antonio)

Sede: San Antonio;
- Lima (Villa El Salvador)

Sede: Villa Deportiva;
- Ica (Paracas)

Sede: Paracas.

## Servicios
En el Perú, el Regatas Lima es uno de los pocos clubes con Estadio propio y el único con dos Coliseos. Dispone de los siguientes servicios:
- Seis canchas cubiertas para la práctica de Squash.
- Cuatro canchas para Vóleibol y Bádminton.
- Equipos y materiales para la práctica de Optimist, Windsurf, Sunfish y Vela Laser.
- Dos canchas para Bochas.
- Dos piscinas, una olímpica y una semi olímpica temperada.
- Una piscina infantil recreativa.
- Un Coliseo de Baloncesto reglamentario.
- Un cancha externa de Baloncesto equipado.
- Un cancha cerrada exclusivamente para entrenamientos.
- Un Coliseo de Voleibol reglamentario.
- Doce canchas para Paleta Frontón.
- Salas cubiertas para Billas y Billar con 9 mesas.
- Ambientes para Tae Kwon Do, Karate y Judo, Tenis de Mesa, Gimnasia, Esgrima, Ajedrez, Aeróbicos.
- Tres pozas techadas para Remo.
- Una cancha de césped sintético abierta para Fulbito.
- Una cancha de césped natural de Fútbol 8.
- Dos canchas de césped sintético de Fútbol 11.
- Una cancha oficial de césped natural de fútbol, con dos tribunas y vestuarios ("Estadio Villa Deportiva").
- Una pista atlética reglamentaria
- Cinco canchas para Tenis y una reglamentaria
- Un gimnasio totalmente equipado
- Un auditorio con capacidad para 340 asistentes
- Una biblioteca automatizada
- Una sala de exposiciones
- Una sala de usos múltiples
- Trece restaurantes
- Zona comercial (con oficinas de los 4 principales Bancos del Perú, una oficina de Seguros, una agencia de turismo, una tienda deportiva, una peluquería, etc).
- Un ambiente de Baños Turcos, Sauna y Jacuzzi.
- Un total de 119 bungalós.
- Un pequeño zoológico.
- Además edita mensualmente la revista "Regatas".

## Fútbol
El Regatas Lima es uno de los equipos que ha sido varias veces campeón en su liga. Es actual tricampeón, habiendo ganado las ligas del 2019, 2022 y 2023.
En el periodo 2010, fue campeón de la Liga de San Isidro donde su mejor goleada fue de 18 a 0 al equipo de Deportivo Apremasur de San Isidro. Participó en el Grupo II de las Interligas de Lima Metropolitana pero quedó último e eliminado tras pelear equipos difíciles como el Deportivo Pacífico de San Martín de Porres, Computronic de Breña y Club Santa Rosa de San Borja.
Durante 2011, El Regatas Lima quedó como mejor tercero de la Liga de San Isidro tras golear por 6 a 0 al equipo de Real Club de Lima y clasificando al torneo de Interligas de Lima Metropolitana. Posteriormente fue eliminado en el Cuadrangular Final del torneo de Interligas de Lima Metropolitana 2011 por Estudiantil Ascope.
En 2019, logró una buena campaña en la que consiguió clasificar al torneo de Interligas, en el Grupo 18, realizando una buena campaña y llegando hasta la tercera fase, donde fue eliminado por Cultural San Martín de San Martín de Porres por gol de visitante.

### Uniforme
- Uniforme titular: Camiseta celeste con un V blanca sobre una V negra, pantalón negro, medias negras con borde superior celeste.
- Uniforme alternativo: Camiseta negra con un V blanca sobre una V celeste, pantalón negro, medias negras con borde superior celeste.

| Periodo          | Patrocinador |
| ---------------- | ------------ |
| ??? - Actualidad | Umbro        |

| Periodo         | Patrocinador |
| --------------- | ------------ |
| 2012-Actualidad | Mazda        |

### Rivalidades
Tiene rivalidades con los clubes: Lima Cricket and Football Club, Circolo Sportivo Italiano y Real Club de Lima.

### Entrenadores
- Paul Cominges (2014-2015)

### Estadio
Cuenta con un estadio propio ubicado en la Sede Villa Deportiva, al sur de Lima, con un campo de medidas reglamentarias y dos tribunas con una capacidad total de 2000 espectadores. Además, cuenta con dos campos de entrenamiento aledaños al campo principal, con césped sintético nivel FIFA QUALITY PRO de medidas reglamentarias.

### Datos del club
- Mayor goleada conseguida:
  - En campeonatos nacionales de local: Regatas Lima 18 - 0 Deportivo Apremasur
  - En campeonatos nacionales de visita:
- Mayor goleada recibida:
  - En campeonatos nacionales de local:
  - En campeonatos nacionales de visita:

### Internacionales formados en el club
Lista de jugadores que son y han sido internacionales con la selección peruana de fútbol.

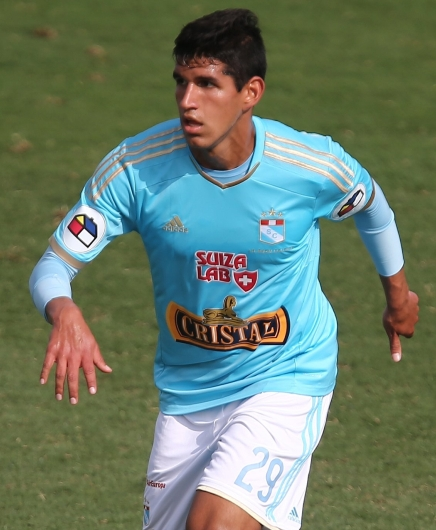
Luis Abram (Cruz Azul)
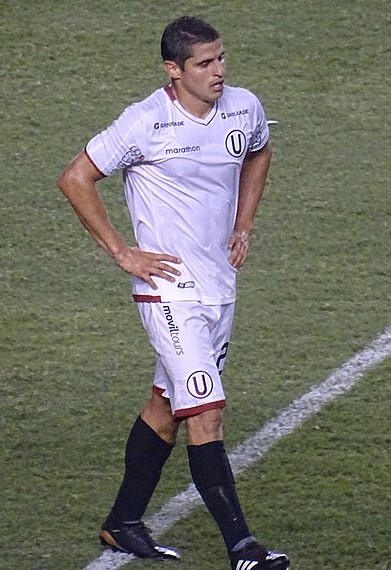
Aldo Corzo (Universitario de Deportes)

## Voleibol
El club es uno de los más destacados en el vóley a nivel nacional,

## Palmarés
- Torneos nacionales: (42)
  - Liga Nacional de Voleibol Femenino del Perú (9): 1996-97, 2002-03, 2005, 2005-06, 2006-07, 2016-17, 2021, 2022, 2023.
  - Liga Nacional de Voleibol Masculino del Perú (3): 1982, 2018, 2019
  - Liga Nacional de Basketball Masculino (4): 2014, 2015, 2016, 2017
  - Liga Nacional de Basketball Femenino (3): 2013, 2015, 2016.
  - Liga Nacional de waterpolo masculino (8): 1998, 1999, 2002, 2003, 2006, 2008, 2009, 2012.
  - Campeonato Nacional Senior de Remo: (15) 2007, 2010, 2011, 2012, 2013, 2014, 2015, 2016, 2017, 2018, 2019, 2021, 2022, 2023, 2024.
- Torneos regionales
  - Liga de baloncesto de Lima (14): 2000, 2002, 2003, 2004, 2005, 2007, 2008, 2009, 2010, 2016, 2017, ap 2019, cl 2019, 2022-23.
  - Liga Distrital de Fútbol de San Isidro (8): 2000, 2003, 2004, 2005, 2010, 2013, 2019, 2022, 2023.

## Expresidentes
| Presidente                        | Período   |
| --------------------------------- | --------- |
| José Vicente Oyague y Soyer       | 1875-1877 |
| Enrique Barreda y Osma            | 1877-1878 |
| Ricardo Álvarez Calderón          | 1878-1879 |
| José Vicente Oyague y Soyer       | 1879-1881 |
| José Vicente Oyague y Soyer       | 1894-1906 |
| Manuel Ortiz de Zevallos          | 1906-1909 |
| Francisco Dammert Alarco          | 1909-1910 |
| Julio Carrillo de Albornoz        | 1910-1912 |
| Alfredo Álvarez Calderón          | 1912-1913 |
| Juan Bautista de Lavalle y García | 1913-1914 |
| Alfredo Álvarez Calderón          | 1914-1915 |
| Manuel Montero y Tirado           | 1915-1916 |
| Ricardo Barreda y Laos            | 1916-1917 |
| Juan Bautista de Lavalle y García | 1917-1918 |
| Alberto Ayulo y Lacroix           | 1918-1919 |
| Ricardo Barreda y Laos            | 1919-1920 |
| Demetrio Olavegoya Marriot        | 1920-1921 |
| Francisco Ballen                  | 1921-1922 |
| Juan Bautista de Lavalle y García | 1922-1924 |
| Hernán C. Bellido                 | 1924-1926 |
| José Antonio de Lavalle y García  | 1926-1931 |
| Enrique Panizo Vargas             | 1931-1932 |
| Roberto Letts Sánchez             | 1932-1933 |
| Augusto Maurer                    | 1933-1938 |
| Roberto Letts Sánchez             | 1938-1940 |

| Presidente                        | Período   |
| --------------------------------- | --------- |
| José Antonio de Lavalle y García  | 1940-1942 |
| Óscar Berckemeyer Pazos           | 1942-1944 |
| Germán Aguirre Ugarte             | 1945-1949 |
| Raúl Ferrero Rebagliati           | 1949-1950 |
| Ricardo Elías Aparicio            | 1950-1954 |
| Augusto Arias Schreiber           | 1954-1958 |
| Manuel Valega Sayán               | 1958-1960 |
| Guillermo Griffiths Escardó       | 1960-1965 |
| Carlos Tweddle Valdeavellano      | 1965-1968 |
| Manuel Valega Sayán               | 1968-1971 |
| Julio Noriega Pazos               | 1971-1976 |
| Guillermo de Vivanco Sotomayor    | 1976-1981 |
| Alfredo Salazar Pérez             | 1981-1986 |
| Guillermo de la Puente León       | 1986-1990 |
| Alfredo Salazar Pérez             | 1990-1994 |
| Óscar Ortigosa Gutiérrez          | 1994-1998 |
| Harry Ramsey Laos                 | 1998-2000 |
| Ernesto Flechelle Reppó           | 2000-2004 |
| Jorge Marchena Suito              | 2004-2008 |
| Guillermo Iturriaga Belgrano      | 2008-2010 |
| Hernán Arízaga La Torre           | 2010-2012 |
| Juan Antonio Ramírez-Gastón Wicht | 2012-2016 |
| Gustavo Fernando Salazar Delgado  | 2016-2017 |
| Jaime Crosby Robinson             | 2017-2020 |
| Juan Alfredo Guzmán Changanaqui   | 2018-2020 |